# Weaver Siding
Weaver Siding é uma pequena comunidade localizada na província canadense de New Brunswick.